# Rivas-Vaciamadrid
Rivas-Vaciamadrid è un comune spagnolo di 90 973 abitanti situato nella comunità autonoma di Madrid, a circa 15 km, raggiungibile alla autovía A-3. 
È il primo comune spagnolo ad aver inaugurato il servizio civile di apostasia: chiunque voglia rinnegare la propria religione può rivolgersi all'Ufficio del Comune. Nel servizio è inclusa la possibilità di invalidamento del battesimo.